# Асаф Аль-Карні
Асаф Аль-Карні (араб. عساف القرني,  2 квітня 1984) — саудівський футболіст, воротар, учасник кубка Азії 2007 року, на якому став з командою срібним призером.

## Титули і досягнення
- Володар Королівського кубка Саудівської Аравії (1):

«Аль-Іттіхад»: 2017-18
- Володар Кубка наслідного принца Саудівської Аравії (1):

«Аль-Іттіхад»: 2016-17
Збірні
- Срібний призер Кубка Азії: 2007